# (Sittin' On) the Dock of the Bay
"(Sittin' On) the Dock of the Bay" é uma canção soul escrita e interpretada pelo cantor de música soul, Otis Redding. A canção foi lançada postumamente, em 1968. Esteve presente na lista das 500 melhores canções de todos os tempos da revista Rolling Stone.